# Pârâul Lomului
Pârâul Lomului este un afluent al râului Racovița. 